# Stadion Miejski w Ruse
Stadion Miejski – wielofunkcyjny stadion w Ruse, w Bułgarii. Obiekt może pomieścić 19 960 widzów. Swoje spotkania rozgrywają na nim piłkarze klubu Dunaw Ruse. Tuż obok stadionu znajduje się również hala sportowa.